# IEEE 802.22
IEEE 802.22는 텔레비전 주파수 대역의 화이트 스페이스 대역을 사용하는 무선 국소 지역 네트워크(WRAN)를 위한 표준이다. IEEE 802.22 WRAN 표준은 사용되지 않는 텔레비전 방송 서비스용으로 할당된 주파수를 공유하는 카그너티브 라디오(Cognitive radio, CR)에 사용하기 위해 개발되었다.